# جزيرة الكريمات
قرية جزيرة الكريمات هي إحدى القرى التابعة لمركز أطفيح في محافظة الجيزة في جمهورية مصر العربية. حسب إحصاءات سنة 2006، بلغ إجمالي السكان في جزيرة الكريمات 3897 نسمة، منهم 1943 رجل و1954 امرأة.